# Province de Nemuro
Nemuro (根室国, -no kuni) est une ancienne province du Japon qui se trouvait dans une région qui est aujourd'hui la sous-préfecture de Nemuro, sur l'île d'Hokkaidō. La province a été instaurée pendant l'ère Meiji.

## Histoire
- 15 août 1869, la province est créée et divisée en cinq districts.
- 1872, la population est de 832 habitants.

## Districts
- Hanasaki (花咲郡) (supprimé le 1er avril 1959)
- Nemuro (根室郡) (supprimé le 1er août 1957)
- Nemuro Ville
- Notsuke (野付郡)
- Shibetsu (標津郡)
- Menashi (目梨郡)